# Rockwell (Musiker)
Rockwell (* 15. März 1964 in Detroit, Michigan, USA als Kennedy William Gordy) ist ein US-amerikanischer R&B-Sänger. Er ist der Sohn des Motown-Gründers Berry Gordy Jr., bei dessen Plattenlabel er auch unter Vertrag stand.

## Leben
Er wurde 1964 in Detroit als Sohn des Motown-Gründers Berry Gordy Jr. geboren und nach John F. Kennedy und William „Smokey“ Robinson benannt. Redfoo ist sein Halbbruder.
Nach offizieller Verlautbarung schloss Rockwell seinen Vertrag mit Motown ohne Wissen seines Vaters ab, um dem Vorwurf der Vetternwirtschaft vorzubeugen. Aus diesem Grund benutzt er auch den Künstlernamen Rockwell, was der Name seiner früheren Schulband war.
Im Frühjahr 1984 landete er mit dem selbstgeschriebenen Song Somebody’s Watching Me seinen ersten und einzigen großen Hit. Unterstützt wurde er dabei von seinen Jugendfreunden Michael und Jermaine Jackson, die den Refrain sangen. Somebody’s Watching Me schaffte es in Deutschland und den USA bis auf Platz 2 der Popcharts, in den R&B-Charts war es fünf Wochen auf Platz 1. Sein zweiter Song Obscene Phone Caller war nur noch mäßig erfolgreich, und Rockwell beendete nach zwei weiteren Alben, die nur noch im R&B-Bereich Aufmerksamkeit fanden, seine Karriere als Musiker.

## Diskografie

### Studioalben
| Jahr | Titel                  | Höchstplatzierung, Gesamtwochen, AuszeichnungChartplatzierungen (Jahr, Titel, Platzierungen, Wochen, Auszeichnungen, Anmerkungen) | Höchstplatzierung, Gesamtwochen, AuszeichnungChartplatzierungen (Jahr, Titel, Platzierungen, Wochen, Auszeichnungen, Anmerkungen) | Höchstplatzierung, Gesamtwochen, AuszeichnungChartplatzierungen (Jahr, Titel, Platzierungen, Wochen, Auszeichnungen, Anmerkungen) | Höchstplatzierung, Gesamtwochen, AuszeichnungChartplatzierungen (Jahr, Titel, Platzierungen, Wochen, Auszeichnungen, Anmerkungen) | Anmerkungen                           |
| Jahr | Titel                  | DE | CH | UK | US | Anmerkungen                           |
| ---- | ---------------------- | --- | --- | --- | --- | ------------------------------------- |
| 1984 | Somebody’s Watching Me | DE2 (9 Wo.)DE | CH14 (4 Wo.)CH | UK3 (5 Wo.)UK | US15 Gold · (30 Wo.)US | Erstveröffentlichung: 30. Januar 1984 |
| 1985 | Captured               | — | — | — | US120 (9 Wo.)US | Erstveröffentlichung: 15. Januar 1985 |
| 1986 | The Genie              | — | — | — | — | Erstveröffentlichung: 1986            |

### Singles
| Jahr | Titel Album                                 | Höchstplatzierung, Gesamtwochen, AuszeichnungChartplatzierungen (Jahr, Titel, Album, Platzierungen, Wochen, Auszeichnungen, Anmerkungen) | Höchstplatzierung, Gesamtwochen, AuszeichnungChartplatzierungen (Jahr, Titel, Album, Platzierungen, Wochen, Auszeichnungen, Anmerkungen) | Höchstplatzierung, Gesamtwochen, AuszeichnungChartplatzierungen (Jahr, Titel, Album, Platzierungen, Wochen, Auszeichnungen, Anmerkungen) | Höchstplatzierung, Gesamtwochen, AuszeichnungChartplatzierungen (Jahr, Titel, Album, Platzierungen, Wochen, Auszeichnungen, Anmerkungen) | Höchstplatzierung, Gesamtwochen, AuszeichnungChartplatzierungen (Jahr, Titel, Album, Platzierungen, Wochen, Auszeichnungen, Anmerkungen) | Anmerkungen                                                            |
| Jahr | Titel Album                                 | DE | AT | CH | UK | US | Anmerkungen                                                            |
| ---- | ------------------------------------------- | --- | --- | --- | --- | --- | ---------------------------------------------------------------------- |
| 1983 | Somebody’s Watching Me                      | DE2 (16 Wo.)DE | AT14 (2 Wo.)AT | CH3 (12 Wo.)CH | UK6 Gold · (11 Wo.)UK | US2 Gold (Physisch) + Gold (Digital) · (21 Wo.)US                                                                                        | Erstveröffentlichung: 27. Dezember 1983 mit Michael & Jermaine Jackson |
| 1984 | Obscene Phone Caller Somebody’s Watching Me | DE53 (6 Wo.)DE | — | — | UK79 (2 Wo.)UK | US35 (14 Wo.)US | Erstveröffentlichung: April 1984                                       |
| 1984 | Taxman Somebody’s Watching Me               | — | — | — | UK88 (3 Wo.)UK | — | Erstveröffentlichung: Juli 1984                                        |

Weitere Singles
- 1984: Knife
- 1985: He’s a Cobra
- 1985: Peeping Tom
- 1985: Tokyo
- 1986: Carmé
- 1986: Grow Up!

## Auszeichnungen für Musikverkäufe
| Goldene Schallplatte - Dänemark - 2025: für die Single Somebody’s Watching Me |

Anmerkung: Auszeichnungen in Ländern aus den Charttabellen bzw. Chartboxen sind in ebendiesen zu finden.
| Land/RegionAuszeichnungen für Musikverkäufe (Land/Region, Auszeichnungen, Verkäufe, Quellen) | Gold     | Platin | Verkäufe  | Quellen   |
| -------------------------------------------------------------------------------------------- | -------- | ------ | --------- | --------- |
| Dänemark (IFPI)                                                                              | Gold1    | —      | 45.000    | ifpi.dk   |
| Vereinigte Staaten (RIAA)                                                                    | 3× Gold3 | —      | 1.500.000 | riaa.com  |
| Vereinigtes Königreich (BPI)                                                                 | Gold1    | —      | 400.000   | bpi.co.uk |
| Insgesamt                                                                                    | 5× Gold5 | —      |           |           |